# Rule/Sparkle
Rule/Sparkle (Regras/Faísca) é o 45º single da cantora japonesa Ayumi Hamasaki. O Single foi lançado em 25 de fevereiro de 2009. A música “Rule” foi usada como o tema internacional do Live-action Dragonball Evolution, já “Sparkle”, está sendo usada nos Comerciais para o Honda ZEST Spark. O Single é o 32º de Ayumi a entrar no #1 nas Paradas da Oricon, e o 20º consecutivo.
O single foi certificado Ouro (Gold) pela RIAJ, por vender mais de 100,000 cópias.

## Versões e Lançamento
Rule / Sparkle foi lançado em 3 versões diferentes, uma versão CD+DVD e duas versões Somente CD. Akira Toriyama, o desenhista do mangá, foi contratado pela Avex Trax para desenhar uma ilustração de Ayumi. As primeiras prensagens do single, vinham com essa ilustração de Ayu como o personagem Goku, e também estarão presentes no CD e no DVD. As versões B e C do single, contém versões orquestrais de faixas do single anterior, Days / Green e, remixes das faixa "Rule", esse é o primeiro single desde No Way to Say, onde há mais de duas versões alternativas ou remixes das faixas.

## Lista de músicas

### CD e DVD(Versão A)
1. Rule (Regras) — 4:08
2. Sparkle (Faísca) — 4:35
3. Rule (80kidz's "No More Rule" mix)
4. Rule (Remo-con "tech dance" remix)
5. Rule (Instrumental)
6. Sparkle (Instrumental)

### DVD
1. Rule (Videoclipe)
2. Rule (Making-of)

### Somente CD(Versão B)
1. Rule (Regras) — 4:08
2. Sparkle (Faísca) — 4:35
3. Days (Dias; 8-bits of tears YMCK remix)
4. Days (Acoustic Orchestra version)
5. Rule (80kidz's "No More Rule" mix)
6. Rule (Remo-con "tech dance" remix)
7. Rule (Instrumental)
8. Sparkle (Instrumental)

### Somente CD(Versão C)
1. Rule
2. Sparkle
3. Green (GREEN; Verde; CMJK Spring Storm mix)
4. Green (Acoustic Orchestra version)
5. Rule (80kidz's "No More Rule" mix)
6. Rule (Remo-con "tech dance" remix)
7. Rule (Instrumental)
8. Sparkle (Instrumental)

## Apresentações ao vivo
- 27 de Março, 2009 - Music Station - "Rule"[4]

## Oricon & Vendas
Oricon Sales Chart (Japão)
| Lançamento            | Parada                | Posição topo | Primeira semana de vendas | Total   | Tempo nas paradas |
| --------------------- | --------------------- | ------------ | ------------------------- | ------- | ----------------- |
| 25 de Fevereiro, 2009 | Oricon Parada Diária  | 1            | 42,863 (1º dia)           | 128,232 | 5 (semanas)       |
| 25 de Fevereiro, 2009 | Oricon Parada Semanal | 1            | 95,309                    | 128,232 | 5 (semanas)       |
| 25 de Fevereiro, 2009 | Oricon Parada Mensal  | 4            | 95,309                    | 126,010 | 4 (semanas)       |
| 25 de Fevereiro, 2009 | Oricon Parada Anual   | 43           | 95,309                    |         |                   |